# ラブレー (競走馬)
ラブレー (Rabelais) は、20世紀初頭に活躍したイギリスの競走馬・種牡馬。セントサイモンの産駒の一頭で、母はイギリスで6勝を挙げたサティリカルである。のちフランスで種牡馬となり3度のリーディングサイアーになるなど成功した。
イギリスのオーナーブリーダーであったアーサー・ジェイムズによってコトンハウススタッドで生産され、母馬名サティリカル（「風刺的な」）からフランスの風刺作家フランソワ・ラブレーにちなんで「ラブレー」と命名された。

## 競走馬時代
生涯成績は11戦6勝2着2回3着1回。おもな勝ち鞍はグッドウッドカップ、プリンスオブウェールズステークス（同名競走とは別）。
現役時代はプリンスオブウェールズステークス、ナショナルブリーダーズプロデュースステークスを含む5連勝を挙げ、大レースはグッドウッドカップに勝っている。イギリスクラシック三冠馬ロックサンドと同世代であり、クラシック戦線はそのロックサンドに負け続け、2000ギニーで3着、エプソムダービーで4着と善戦以上のことはできなかった。

## 種牡馬時代
引退後いったんロシアに売却されるも、日露戦争で売却契約が破談となり、1904年にフランスに700ギニーで売却された（1905年、800ギニーの記述もあり）。種牡馬成績はダーバー（エプソムダービー、ノアイユ賞）、ビリビ（Biribi; 凱旋門賞、ロワイヤルオーク賞、フランスリーディングサイアー）、後継種牡馬となったリアルト (Rialto)、アヴレサック（イタリアリーディングサイアー11回）など多数の優秀馬を送り出し大成功した。フランス種牡馬リーディング1位は1909,1919,1926年の3度。フランスを中心に活躍していたことからセントサイモンの悲劇にはあまり影響されず、アヴルサックの末裔リボーを通じて現在もメールラインを伸ばしている。リアルトの父系子孫であるワイルドリスクも、現在は衰退してしまったとはいえ一時大きな勢力を持っていた。
なおダーバーはフランス産馬として2頭目のエプソムダービー制覇を成し遂げた馬であるが、前年導入されたジャージー規則に抵触する血が母系に入っていたことからイギリスでは半血扱いされていた。

## 血統表
| ラブレーの血統         | ラブレーの血統                                                               | ラブレーの血統                                                               | （血統表の出典）                                                             | （血統表の出典）    |
| 父系                   | セントサイモン系                                                             | セントサイモン系                                                             | セントサイモン系                                                             | [ § 2 ]             |
| 父 St. Simon 1881 鹿毛 | 父の父Galopin 1872 鹿毛                                                      | Vedette                                                                      | Voltigeur                                                                    | Voltigeur           |
| 父 St. Simon 1881 鹿毛 | 父の父Galopin 1872 鹿毛                                                      | Vedette                                                                      | Mrs. Ridgway                                                                 |                     |
| 父 St. Simon 1881 鹿毛 | 父の父Galopin 1872 鹿毛                                                      | Flying Duchess                                                               | The Flying Dutchman                                                          | The Flying Dutchman |
| 父 St. Simon 1881 鹿毛 | 父の父Galopin 1872 鹿毛                                                      | Flying Duchess                                                               | Merope                                                                       |                     |
| 父 St. Simon 1881 鹿毛 | 父の母St. Angela 1865 鹿毛                                                   | King Tom                                                                     | Harkaway                                                                     | Harkaway            |
| 父 St. Simon 1881 鹿毛 | 父の母St. Angela 1865 鹿毛                                                   | King Tom                                                                     | Pocahontas                                                                   |                     |
| 父 St. Simon 1881 鹿毛 | 父の母St. Angela 1865 鹿毛                                                   | Adeline                                                                      | Ion                                                                          | Ion                 |
| 父 St. Simon 1881 鹿毛 | 父の母St. Angela 1865 鹿毛                                                   | Adeline                                                                      | Little Fairy                                                                 |                     |
| 母 Satirical 1891 栗毛 | 母の父Satiety 1885 栗毛                                                      | Isonomy                                                                      | Sterling                                                                     | Sterling            |
| 母 Satirical 1891 栗毛 | 母の父Satiety 1885 栗毛                                                      | Isonomy                                                                      | Isola Bella                                                                  |                     |
| 母 Satirical 1891 栗毛 | 母の父Satiety 1885 栗毛                                                      | Wifey                                                                        | Cremorne                                                                     | Cremorne            |
| 母 Satirical 1891 栗毛 | 母の父Satiety 1885 栗毛                                                      | Wifey                                                                        | Lady Mary                                                                    |                     |
| 母 Satirical 1891 栗毛 | 母の母Chaff 1880 栗毛                                                        | Wild Oats                                                                    | Wild Dayrell                                                                 | Wild Dayrell        |
| 母 Satirical 1891 栗毛 | 母の母Chaff 1880 栗毛                                                        | Wild Oats                                                                    | The Golden Horn                                                              |                     |
| 母 Satirical 1891 栗毛 | 母の母Chaff 1880 栗毛                                                        | Celerrima                                                                    | Stockwell                                                                    | Stockwell           |
| 母 Satirical 1891 栗毛 | 母の母Chaff 1880 栗毛                                                        | Celerrima                                                                    | Slander                                                                      |                     |
| 母系(F-No.)            | 14号族(FN:14-a)                                                              | 14号族(FN:14-a)                                                              | 14号族(FN:14-a)                                                              | [ § 3 ]             |
| 5代内の近親交配        | Harkaway S4×M5, Pocahontas S4×M5, Ion S4×M5, Stockwell M4×M5, Voltaire S5×S5 | Harkaway S4×M5, Pocahontas S4×M5, Ion S4×M5, Stockwell M4×M5, Voltaire S5×S5 | Harkaway S4×M5, Pocahontas S4×M5, Ion S4×M5, Stockwell M4×M5, Voltaire S5×S5 | [ § 4 ]             |
| 出典                   | 1. 2. 3. 4.                                                                  | 1. 2. 3. 4.                                                                  | 1. 2. 3. 4.                                                                  | 1. 2. 3. 4.         |